# Macaé
Macaé är en stad och kommun i Brasilien och ligger i delstaten Rio de Janeiro. Folkmängden i kommunen uppgick år 2014 till cirka 230 000 invånare. Den lilla ögruppen Santana tillhör kommunen, och ligger cirka åtta kilometer öster om centrala Macaé.

## Administrativ indelning
Kommunen var år 2010 indelad i sex distrikt:
- Cachoeiros de Macaé
- Córrego do Ouro
- Frade
- Glicério
- Macaé
- Sana